# 宮城光信
宮城 光信（みやぎ みつのぶ、1942年12月12日 - ） は、日本の電気工学者。東北大学名誉教授。東北大学大学院工学研究科研究科長、仙台高等専門学校校長、東北工業大学学長、宮城学院理事長などを歴任した。

## 人物・経歴
北海道函館市出身。1965年東北大学工学部通信工学科卒業。1967年東北大学大学院工学研究科電気及通信工学専攻修士課程修了。1970年東北大学大学院工学研究科電気及通信工学専攻博士課程修了、工学博士、東北大学電気通信研究所助手。1975年マギル大学博士研究員。1978年東北大学電気通信研究所助教授。1987年東北大学工学部教授。1989年市村賞受賞。2001年国際光工学会フェロー。
2002年東北大学大学院工学研究科長・工学部長。2004年東北大学経営協議会委員、東北大学教育研究評議員、東北大学総長選考会議副議長。
2005年仙台電波工業高等専門学校校長。2007年宮城工業高等専門学校校長。同年河北文化賞受賞。2009年仙台高等専門学校校長。2010年学校法人東北学院総務担当常任理事兼広報部長。2012年東北工業大学参与。2013年東北工業大学学長、学校法人宮城学院理事。2016年学校法人宮城学院理事長。2017年紺綬褒章受章。令和2年度春の叙勲で瑞宝中綬章受章。日本基督教団仙台長町教会長老。2020年11月27日付で、任期満了にともない、学校法人宮城学院理事長を退任した。

## 著書
- 『光伝送の基礎』昭晃堂 1991年
- 『解きながら学ぶ電気回路演習』（馬場一隆と共著）朝倉書店 2014年